# Гоос, Карл
Август Герман Фердинанд Карл Гоос (дат. August Herman Ferdinand Carl Goos; 1835—1917) — датский юрист и политический деятель; министр просвещения и министр юстиции Дании; ректор Копенгагенского университета.

## Биография
Карл Гоос родился 3 января 1835 года в городе Рённе на датском острове Борнхольм в Балтийском море.
Получив должное образование стал профессором уголовного права в университете Копенгагена, а позднее и его ректором.
В 1880—1884 гг. член фолькетинга, с 1885 года ландстинга, один из выдающихся ораторов консервативной партии (Хойре). В министерстве Якоба Брённума Скавениуса Эструпа был в 1891—1894 гг. министром просвещения, в министерстве Ганнибала Сехестеда в 1900—1901 гг. — министром юстиции датского королевства. Также К. Гоос некоторое время занимал пост министра по делам Исландии.
С 3 октября 1910 года по 20 июля 1914 года он стоял во главе датского Ландстинга.
Август Герман Фердинанд Карл Гоос умер 20 декабря 1917 года в городе Копенгагене.
Кавалер Большого креста ордена Данеброг.

## Избранная библиография
- Indledning til den danske Strafferet (København 1875)
- Den danske Strafferets almindelige Del (1878)
- Strafferetsplejens almindelige Grundsætninger (1878)
- Den danske Straffeproces i Forhold til Strafferetsplejens Grundsætninger (1880)
- Den nordiske Strafferet (Nordisk Retsencyklopædi, 1882–99)
- Forelæsninger over almindelig Retslære (1885–92, 2 bind)
- Forelæsninger over den danske Strafferets specielle Del (1887)
- Das Staatsrecht des Königreichs Dänemark (i Marquardsen, Handbuch des öffentlichen Rechts , Freiburg 1889; dansk 1890)
- Den danske Strafferets specielle Del (København 1895–96, 3 bind).